# Адхика (месяц)
Адхи́ка (санскр. अधिक, IAST: Adhika, «лишний, дополнительный») — это дополнительный солнечный месяц (тринадцатый) в древнеиндийском лунно-солнечном календаре, который является переменным и вставляется для выравнивания каждые 32 месяца, 16 дней, 1 час и 36 минут. Это контрастирует с некоторыми другими обычными лунно-солнечными календарями, в которые вставляется лунный месяц в определённом месте года. Например, в еврейском календаре дополнительный месяц добавляется перед Адаром (Адар алеф и Адар бет); в буддийском календаре он добавляется после месяца Васо. 
В ведических текстах месяц называется Пурушо́ттама (санскр. पुरुषोत्तम, IAST: Puruṣōttama). Слово Пурушоттама также является одним из имён Вишну и Кришны в индуизме. Также месяц называется Мала (там. मला, IAST: Malā, «нечистый»).
- В 2018 году дополнительный месяц приходился на период с 16 мая по 13 июня и назывался Адхика Джьештха, то есть дополнительный месяц до Джьештхи.
- В 2020 году дополнительный месяц Адхика Ашвина выпадает на период с 18 сентября по 16 октября.

Адхика маса (месяц) принимает название следующего месяца.
Пурушоттам маса (месяц) считается неблагоприятным, и никакие действия, такие как свадьбы или переезд в новый дом, не проводятся. Это время для молитвы, поста, благотворительности и самосовершенствования.

## Описание
Согласно Васиштха сиддханте, Пурушоттам маса или дополнительный лунный месяц происходит через каждые 32 месяца, 16 дней и 8 гхати. Гхати — это 1⁄60 сидерического дня, примерно 24 минуты, поэтому 8 гхати — это около 3 часов. В этом отношении концепция Адхик Мааса уникальна к традиционным индуистским лунным календарям. Это один из наиболее точных методов для корректировки разрыва между солнечным и лунным годом.
Когда Солнце ещё не переходит в новый раши (30° сидерического периода), а просто продолжает двигаться в пределах раши в лунный месяц (то есть перед новолунием), тогда этот лунный месяц будет назван в соответствии с первым предстоящим транзитом. Это также примет эпитет адхик или дополнительный. Переход солнца от одного «раши» к другому называется санкранти. Например, если лунный месяц закончился без «санкранти» и следующий транзит в Мешу (Овен), тогда этот месяц без транзита обозначен как Адхик Чайтра. Следующий месяц будет помечен в соответствии с его транзитом, как обычно, и получит эпитет 'nija' («оригинал») или «шуддха» («чистый»), в данном случае Ниджа чайтра. Также можно использовать термины Пратам (первая) чайтра и Двития (вторая) чайтра. Адхика маса (месяц) — это первая часть месяца из двух, а адхика титхи — вторая.
Солнечный год состоит из 365 дней и около 6 часов, а лунный год состоит из 354 дней. Таким образом, между лунным и солнечным годами существует разрыв в 11 дней, 1 час, 31 минуту и 12 секунд. Поскольку этот разрыв накапливается каждый год, он приближается через три года к одному месяцу. Адхика маса никогда не падает во время месяца Маргаширша. Случай Адхика картика крайне редок, за 250-летний период с 1901 по 2150 года это произошло один раз, в 1964 г.

## Наука
Сидерический период обращения Луны составляет 27,321661 дня (27 д 7 ч 43 мин 11,5 сек). Сидерический период обращения Земли составляет 365,256363004 дней (365 сут 6 ч 9 мин 10 с). Орбитальная скорость (v) Земли составляет 29,783 км/c (107 218 км/ч). Земля с Луной за 27,3 дня смещаются на 1/12 пути вокруг Солнца. Это означает, что от одного полнолуния до следующего полнолуния луна должна пройти ещё 2,2 дополнительных дня, прежде чем она снова станет полнолунием из-за изгиба земной орбиты вокруг Солнца. В конечном итоге это создает разницу в 11 дней, 1 час, 31 минуту и 12 секунд в году между лунным и солнечным годом. Чтобы компенсировать эту разницу, дополнительный месяц добавляется через каждые 32 месяца, 16 дней, 1 час и 36 минут.
Так же, как есть лунные годы с дополнительным месяцем, состоящие из 13-и полных месяцев, существуют лунные годы с уменьшенным числом месяцев, состоящие из 11-и месяцев в году. Лунный год с 11-ю месяцами очень редок. Это происходит, примерно, раз в 140—190 лет.

## Религия
Во время адхика маса проходит фестиваль мела (с санскр. — «ярмарка», «собираться», «встречаться») в деревне Мачхегаун в Непале. Считается, что можно смыть все свои грехи, приняв омовение в кунде храма Мачхенараяна.
Поскольку это особый месяц, который наступает не каждый год, в этом месяце нет особых праздников, таких как Дашара (Наваратри) или Дивали. Скорее этот месяц считается особым и священным месяцем, и верующие последователи соблюдают адхика маса врату, совершают дополнительные джапа мала, прадакшины (парикрамы), паломничества, чтение Священных Писаний и параяны.
Кроме того, во время Пурушоттама маса верующие совершают различные типы религиозных ритуалов, таких как соблюдение поста во время дополнительных 2-х экадаши врат, совершают различные пуджи и ритуалы Хома. Считается, что, совершающие добрые дела (сат-карма) в этом месяце, покоряют свои чувства (индрия) и полностью выходят из пунарджанма (с санскр. — «цикла перерождений и смертей»).
В округе Бид штата Махараштры есть деревня Пурушоттампури, где находится Храм Бога Пурушоттама, который является уникальным храмом, построенным из кирпича, который плавает на воде. В каждый адхика маса тут проводится большая ярмарка, и тысячи верующих приезжают из разных мест, чтобы получить благословения Бога Пурушоттама.